# 위지
아서 "위지" 펠릭(Arthur "Weegee" Fellig, 1899년 6월 12일 ~ 1968년 12월 26일)은 미국의 사진가이다.